# Chris Chocola
Joseph Christopher Chocola, detto Chris (Jackson, 24 febbraio 1962), è un politico statunitense, membro della Camera dei Rappresentanti per lo stato dell'Indiana dal 2003 al 2007.

## Biografia
Nato in Michigan, Chocola studiò legge e successivamente intraprese una carriera lavorativa nel mondo degli affari, che lo portò a trasferirsi nell'Indiana.
Dopo svariati anni la compagnia di cui Chocola era azionista venne ceduta e lui si dedicò alla vita politica con il Partito Repubblicano. Nel 2000 si candidò alla Camera dei Rappresentanti ma venne sconfitto dal deputato democratico in carica Tim Roemer. Due anni dopo ci riprovò e questa volta venne eletto, superando di misura l'ex deputata e sottosegretario Jill Long Thompson.
Nel 2004 ottenne un altro mandato, battendo l'avversario democratico Joe Donnelly. Tuttavia nel 2006 Donnelly si ricandidò per il seggio e riuscì a sconfiggere Chocola, che dovette cedergli il seggio.
Dopo aver abbandonato il Congresso, Chocola è divenuto presidente di una PAC conservatrice, il Club for Growth.